# أولاد يوسف (سيدي محمد بن رحال)
أولاد يوسف هي إحدى مشيخات المملكة المغربية، تتبع جغرافيا لإقليم سطات وإداريًا لسيدي محمد بن رحال. يقدر عدد سكانها بـ 25055 نسمة حسب الإحصاء الرسمي للسكان والسكنى لسنة 2004.